# نظام زون الغذائي
حمية زون الغذائية هي نظام غذائي منخفض الكاربوهيدرات تم تطويره من قبل عالم الكيمياء الحيوية «باري سيرز» (Barry Sears). ويحدد النظام تناول حصص متوازنة من الكربوهيدرات والبروتين عند كل وجبة. وينصح ايضًا بتناول خمس وجبات يومية للحفاظ علي الشبع مما يجعل اتباع الحمية أكثر سهولة.
يرتكز هذا النظام على أن تكون النسب على الشكل التالي: "40:30:30" من الوحدات الحرارية التي يتم الحصول عليها يومياً من الكربوهيدرات، البروتين والدهون على التوالي. كانت هذه الصيغة قيد المناقشة على الرغم أن الدراسات على مدى السنوات الماضية أظهرت أنها يمكن أن تؤدي إلى فقدان الوزن بنسب معقولة.
«الزون» هو مصطلح سيرز للتوازن الهرموني. عندما تكون مستويات الأنسولين غير مرتفعة كثيراً أو منخفضة كثيراً ومستويات الجلوكاجون ليست مرتفعة جداً فإنه يتم إصدار في الجسم مواد كيميائية مضادة للالتهابات والتي لها تأثيرات مشابهة للأسبيرين ولكن دون سلبيات كالنزيف في المعدة.

## المنهاج
احد الافكار التي تقوم عليها الحمية هي ان الوجبات التي تم بناؤها لاعطاء احساس من الشبع سوف تثني عن الافراط في الاكل. ايضًا، ومثل غيرها من الحيات الغذائية منخفضة الكربوهيدرات فإنه يتم استخدام مؤشر نسبة السكر في الدك لتصنيف الكربوهيدرات. تهدف الفكرتين إالى تعزيز فقدان الوزن عن طريق تقلبل السعرات الحرارية المستهلكة وتجنب حدوث ارتفاع في افراز الانسولين مما ي}دي إلى دعم الحفاظ على حساسية الانسولين.
تقترح حمية زون الغذائية ان التوزيع الضيق نسبيا في نسبة البروتينات إلى الكربوهيدرات، والمتمركزة عند 0.75، هي امر ضروري من اجل "تحقيق التوازن بين نسبة الانسولين إلى الجلوكاجون، والذي من المفترض انه يؤثر على التمثيل الغذائي لمادة الإيكوزانويد، والتي تنتج في النهاية سلسلة من الأحداث البيولوجية تؤدي إلى تقليل مخاطر الأمراض المزمنة والمناعة المعززة والأداء البدني والعقلي الأقصى وزيادة طول العمر وفقدان الوزن الدائم.
إن حمية زون الغذائية هي نظام غذائي ابتدعته مدرسة الحمية منخفضة الكربوهيدرات والتي انشأها عالم الكيمياء الحيوية «باري سيرز».
و توصي هذة الحمية بالاكل  5 مرات يومية، موزعة بين 3 وجبات رئيسية ووجبتان خفيفتان وتتضمن تناول البروتين والكربوهيدرات -مع الاخذ في الاعتبار ان البروتينات والكربوهيدرات التي تحتوي على مؤشر اقل لنسبة السكر في الدم تعتبر أكثر ملائمة للحمية- والدهون (تعتبر الدهون الاحادية غير المشبعة صحية أكثر) بنسبة سعرات حرارية 30% - 40% - 30%. وتستعمل يد الإنسان كاداة تذكير؛ خمس اصابع لخمس وجبات في اليوم مع ما لا يزيد عن خمس ساعات بي كل وجبة والتي تليها. ويتم استخدام حجم وسمك كف اليد لقياس البروتين، بينما تستعمل قبضتا اليد لقياس الكربوهيدرات المفضلة والغير مفضلة. هناك مخطط أكثر تعقيدًا ينقسم إالى «كتل زون» و «الكتل الصغيرة» يمكن لرواد الحمية اتباعه لتحديد نسب المغذيات المستهلكة، وينصح ايضًا باتباع تمارين رياضية يومية.
تقع حمية زون الغذائية في منتصف الطريق بين الهرم الغذائي الذي توصي به وزارة الزراعة الأمريكية والذي ينصح بتناول الحبوب والخضروات والفاكهة والحد من الدهون، وبين حمية اتكينز عالية الدهون.

## فعاليتها
مثل غيرها من الحميات الغذائية منخفضة الكربوهيدرات، فإنه لم يتم إثبات النظريات التي تقوم عليها حمية زون الغذائية.
واعتبارًا من عام 2013 فإنه لم يكن هناك أي "دراسات مستعرضة أو طولية تبحث الفوائد الصحية المحتملة لاتباع حمية زون في حد ذاتها، وقد القت النتائج التي تمت مراجعتها عن كثب من قبل البحث العلمي ظلال من الشك الشديد حول الفوائد المزعومة لهذة الحمية الغذائية. وعندما تم تقييمها بشكل صحيح، وجد ان النظريات والمجادلات التي تقوم عليها كتب الحميات الغذائية منخفضة الكربوهيدرات مثل حمية زون تعتمد على دراسات ضعيفة من ناحية رقابة الجودة لم تخضع لاستعراض الاقران، وحكايات وخطابات غير علمية.

## وصلات خارجية
- الموقع الرسمي للحمية